# Strada statale 525 del Brembo
L'ex strada statale 525 del Brembo (SS 525), dal 2001 strada provinciale ex SS 525 del Brembo (SP ex SS 525) , è una strada provinciale italiana che collega Bergamo con la Città metropolitana di Milano.

## Percorso

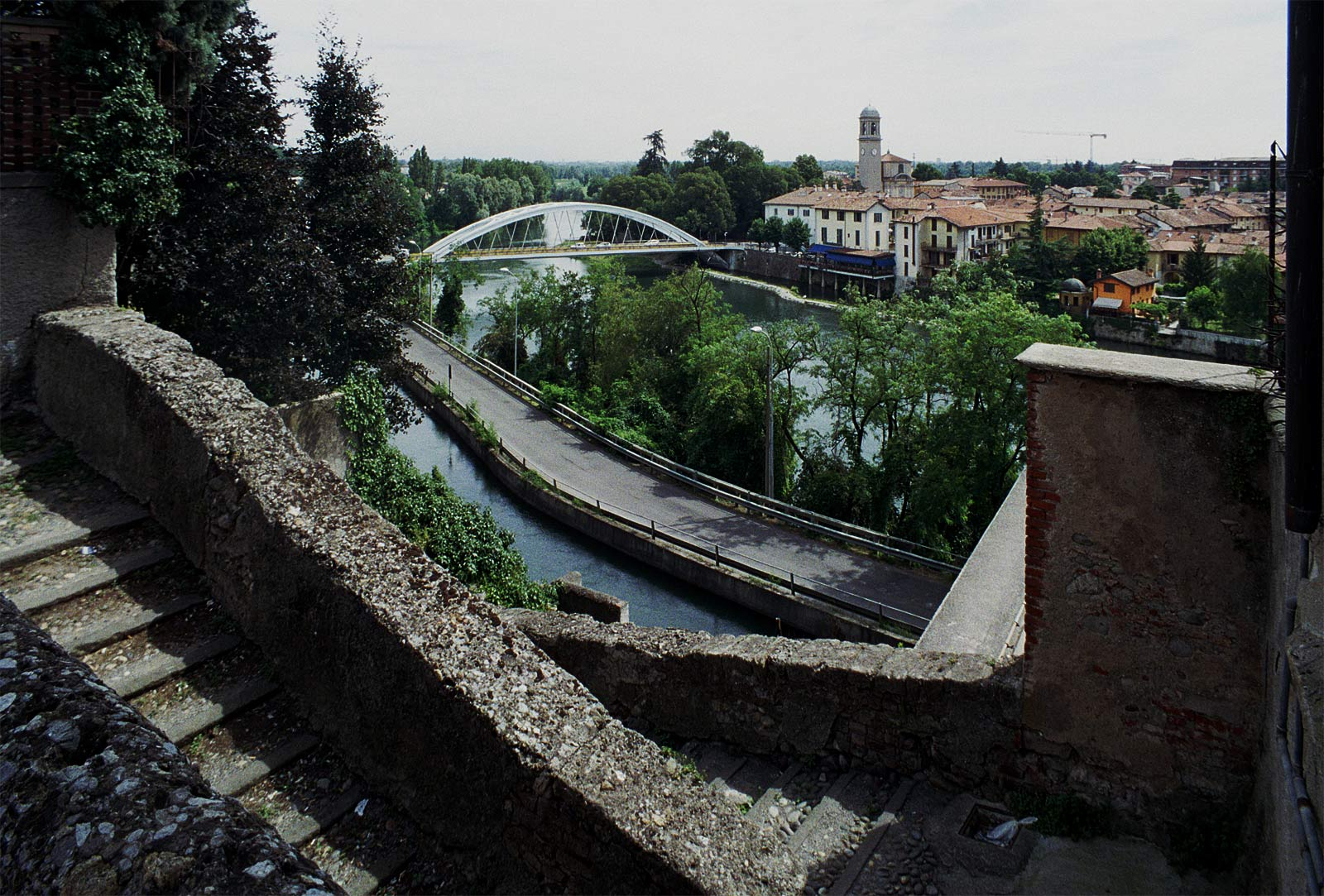
La strada in corrispondenza dell'attraversamento del fiume Adda e del Naviglio della Martesana, tra Canonica d'Adda e Vaprio d'Adda

Ha inizio a Bergamo e si snoda su un tracciato pianeggiante e rettilineo lungo la parte sudoccidentale della provincia omonima, toccando i centri di Lallio, l'importante snodo industriale di Dalmine (dopo il quale si interseca l'autostrada A4), Osio Sotto, Boltiere e Canonica d'Adda. Parte di tale tratta ospitò, fra il 1890 e il 1958 il binario della tranvia Monza-Trezzo-Bergamo, posato in sede promiscua nella parte sinistra della carreggiata.
Superato il ponte sul fiume Adda la strada entra nel territorio della Città metropolitana di Milano, attraversa Vaprio d'Adda, la località di Bettola (Pozzo d'Adda) e arriva quindi in località Villa Fornaci (Bellinzago Lombardo), dove si immette sulla strada statale 11 Padana Superiore.
In seguito al decreto legislativo n. 112 del 1998, dal 2001 la gestione è passata dall'ANAS alla Regione Lombardia, che ha provveduto al trasferimento dell'infrastruttura al demanio della Provincia di Bergamo e della Provincia di Milano per le tratte territorialmente competenti.